# RAD9A
 Белок контрольной точки управления клеточным циклом RAD9A  — белок, кодируемый у человека геном  RAD9A .

## Функция
Этот  продукт гена в высшей степени сходен с rad9 делящихся дрожжей,  белком контрольной точки клеточного цикла, необходимым для клеточного цикла и репарации повреждений ДНК в ответ на её повреждение. Обнаружено, что этот белок обладает от 3' до 5' экзонуклеазной активностью, которая может внести свой вклад в его роль  обнаружения и репарации повреждений ДНК. Он образует белковый комплекс контрольной точки с RAD1 и HUS1. Этот комплекс рекрутирует контрольную точку белка RAD17 на сайты повреждений ДНК, которые считается важным для запуска сигнализации каскада контрольных точек. Было отмечено использование альтернативных сайтов polyA для этого гена.

## Взаимодействия
RAD9A, как было выявлено, взаимодействует с:
- ABL1,[3]
- NR3C4,[4]
- BCL2L1,[5][6]
- BCL2,[6]
- DNAJC7,[7]
- HDAC1,[8]
- HUS1 [9][10][11][12]
- Гомолог RAD1,[9][10][11][12][13]
- RAD17 [9][13][14][15] и
- TOPBP1.[16]